# Catedral de Nuestra Señora de la Candelaria
La Catedral de la Mare de Déu de la Candelaria (castellà: Catedral de Nuestra Señora de la Candelaria) és la Catedral de la diòcesi católica de Mayagüez situada a l'extrem oriental de la Plaza Colón, davant de l'Ajuntament de Mayagüez, Puerto Rico.

## Història

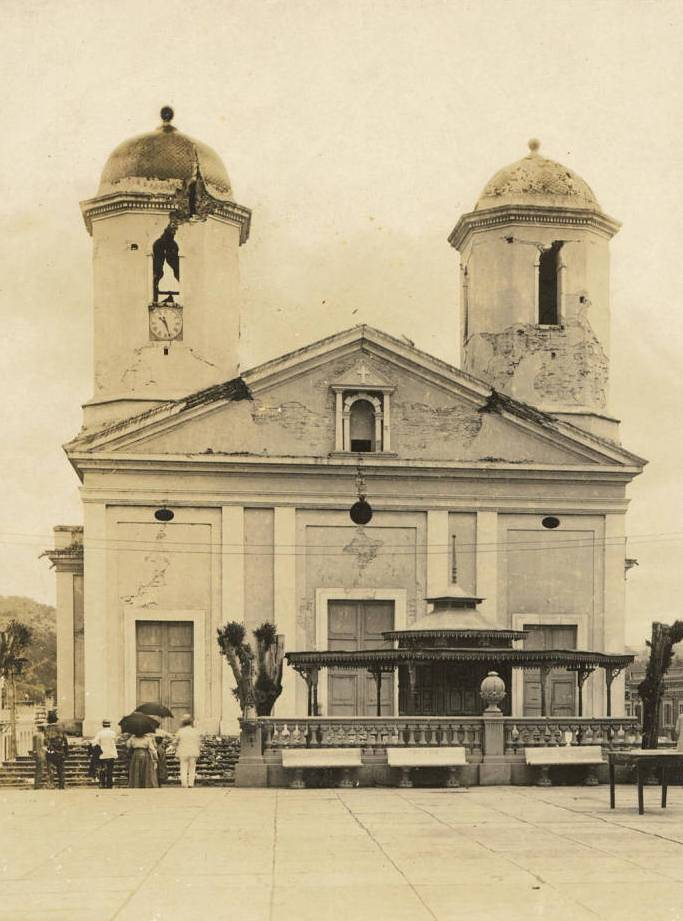
Església després del terratrèmol de 1918 (Sant Fermí)

La primera església en el lloc actual era de fusta i va ser construïda en 1763, només tres anys després de la fundació de la ciutat. El terreny va ser donat per Don Juan de Aponte i Don Juan de Silva, segona escriptura de data 1760 a San Germán. La trama va ser consagrada el 21 d'agost 1760, i el primer edifici de maçoneria erigida en 1780. La primera església de maçoneria presenta una línia més clàssica que l'actual arquitectura. A la part superior de la seva portada hi havia un gran frontó Estret-plana, muntat sobre sis semi-Pilastres i un fris estret i llarg. El temple tenia dues torres octogonals. El seu arquitecte va ser Vicente Piera i els plànols aprovats es remunten a 1833.
Destacats personatges en la lluita per la independència de Puerto Rico foren batejats a l'església: El 29 agost de 1825, Mariana Bracetti (1825-1903) i el 12 d'abril de 1839, Eugenio María de Hostos (1839-1903).
L'any 1854, un llamp va colpejar i va tombar una cantonada en forma de falca de la torre dretana. La torre danyada va ser posteriorment reconstruïda. Després, el 1870, es va dur a terme una restauració completa de l'edifici. El 10 de novembre de 1900, José de Diego Martínez (1866-1918), poeta i polític defensor de l'idioma espanyol i de la cultura porto-riquenya; va celebrar la seva cerimònia de casament a l'església.
El terratrèmol de San Fermí de l'11 d'octubre de 1918 va destruir una de les seves torres i va deixar seriosament afectada l'altre, deixant el conjunt afectat. Les torres van ser demolides i es va decidir construir una segona església amb plans l'arquitecte Don Luís Perocier que no van ser acceptats plenament (1920). L'església que es va construir té alguns detalls i elements dels primers plans de Sr. Perocier, encara que va conservar una l'estètica similar.  Els plans originals contenien tres portes amb arcs apuntats i un quart arc gòtic al pòrtic. La reconstrucció es va iniciar el 1922 per part de l'arquitecte Don Luís F. Neva.
El Papa Pau VI va autoritzar la fundació de la Diòcesi de Mayagüez l'1 d'abril de 1976, que va conduir a la conversió de l'església com una Catedral poc després. Uns anys més tard, el primer bisbe de la ciutat, Ulisses Aurelio Cassià Vargas (que va assumir l'oficina del bisbe el 30 d'abril, 1976), van portar a la unitat per a la remodelació de la catedral a partir del plànol original de Perocier, incloent les seves dues torres. L'arquitecte de la remodelació va ser Carlos Juan Ralat i va tenir un cost de $3,5 milions i va necessitar dos anys per completarse. En principi estava previst fer-ho en un any però la construcció es va retardar després dels canvis en els planols degut a l'estat deteriorat del sostre. La remodelació també es va retardar quan es van descobrir les criptes. Entre les restes trobades a les criptes s'hi trobaren alguns dels fundadors de Mayagüez; Don Faustino Martínez i Don Lorenzo Martínez Matos. La catedral remodelada va ser oberta de nou l'1 de gener de 2004 i va comptar amb la participació de representants de la Santa Seu.

## Aigües de Llibertat

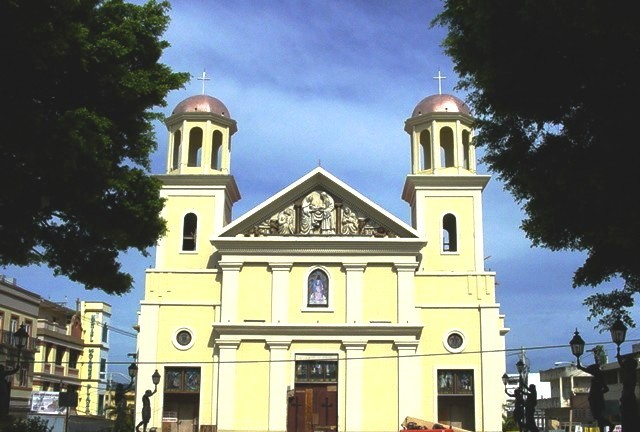
La Catedral (2005) després de ser renovada

Al segle xix Segundo Ruiz Belvis i Ramón Emeterio Betances, tots dos membres de "La Societat Abolicionista Secreta" fundada per Betances, van batejar i alliberar milers de nens esclaus negres a l'església. L'esdeveniment, que es coneix com a "Aguas de libertad", es va dur a terme a la pica baptismal de la Catedral. Els dos homes compraven nens esclaus i per després redimir-los i emancipar-los en el moment de rebre aquest sagrament.
La compra de la llibertat dels nens esclaus costava 50 pesos si el nen havia estat batejat, i 25 si no ho estava. Betances, Basora, Segundo Ruiz Belvis i d'altres membres de la societat esperaven al costat de la pica baptismal els diumenges l'arribada de les famílies esclaves per batejar el seu fill. Donaven diners als pares de família per poder comprar la llibertat del nen que, un cop alliberat, era batejat minuts després. Aquesta acció va ser descrita més tard indicant que els nens rebien les "aguas de libertad".
La pica baptismal on es van realitzar aquests baptismes encara existeix, i és propietat d'una família local de comerciants, la família Del Moral, que la guarda a la seva casa de Mayagüez.